# Обични киви
Обични или смеђи киви (лат. Apteryx australis) је врста кивија који настањује јужно острво Новог Зеланда. До 2000. године је сматран истом врстом као и киви са северног острва, и још увек је по некима.

## Опис
Смеђи киви нема жлезде из којих тече уље, а његово перје нема зупце и кукице. Има велике бркове око уста и нема реп, само тртицу. Дуг је 45-55 цм, женка је тешка 2,1-3,9 кг, а мужјак 1,6-2,8 кг. Кљун је дуг и танак, и помало закривљен према дну. Ово је ноћна птица, као и остали кивији. Перје је риђе боје и лагано испругано.
Смеђи кивији комуницирају звуком и њиме бране територије. Такође певају у дуету, са женком која се оглашава са "кее-wее" или "кее-кее" и мужјаком са "курр курр". Мужјаци су вокалнији и оглашавају се у усправљеној позицији са раширеним ногама и кљуном упереним према горе.
Имају дуге кљунове са носницама на врху, што им даје одличан осећај мириса. Ово користе више него вид или слух када траже храну скривену у земљи. Хране се глистама, ларвама, пужевима, пауцима, гусеницама и правокрилцима. Желудац им је слаб. Слепо црево им је дуго и танко и помаже у варењу.
Женке смеђег кивија, као и код других врста кивија, имају два јајника, али само леви јајовод функционише, што допушта јајима из оба јајника да прођу. Моногама је врста и када се мужјак и женка спаре остаће заједно до краја живота и бранити своју територију. Величина територије је између 12 и 106 јутара земље. Гнезда праве у јазбинама или скривене испод густе вегетације. Женка снесе 1-2 јајета, обично само једно, која мужјак инкубира 90 дана. Након неколико дана птић излази из гнезда и сам се храни, али са родитељима може остати око једну годину. Када не инкубирају јаја, одмарају се сами на заклоњеним местима на нивоу тла.

## Таксономија
Постоје две подврсте обичног кивија:
- која живи на Јужном острву и броји популацију око 7000 јединки и
- која живи на Стјуарт острву и броји популацију око 20.000 јединки. 

## Распрострањеност и станиште
Смеђи киви живи на Јужном острву и острву Стјуарт. На Јужном острву живе у Фјордленду и Вестленду. Станишта су им умерене и суптропске шуме, травњаци и шикаре, што гушће то боље. На острву Стјуарт такође живе на пешчаним динама.

## Заштита
2000., након што је признат као засебна врста од стране IUCN-а, смеђи киви је смештен међу рањиве врсте. Њих око 27 000 (процена од 1996-е) живи на површини од око 9 800 км². Опосуми и велике ласице једу јаја, а птиће једу мачке и такође ласице. Одрасле убијају пси,мачке, ласице и опосуми. Популација острва Стјуарт је стабилна јер ови грабљивци још нису дошли на то острво, али је могуће да су га 2000. колонизовале велике ласице.